# Torneo di Wimbledon 2017 - Qualificazioni doppio maschile
Le qualificazioni del doppio  maschile del Torneo di Wimbledon 2017 sono state un torneo di tennis preliminare per accedere alla fase finale della manifestazione. I vincitori dell'ultimo turno sono entrati di diritto nel tabellone principale. In caso di ritiro di uno o più giocatori aventi diritto a questi sono subentrati i lucky loser, ossia i giocatori che hanno perso nell'ultimo turno, ma che avevano una classifica più alta rispetto agli altri partecipanti che avevano comunque perso nel turno finale.

## Teste di serie
1. Sanchai Ratiwatana /  Sonchat Ratiwatana (primo turno)
2. Dino Marcan /  Tristan-Samuel Weissborn (ultimo turno, lucky loser)
3. Hugo Nys /  Antonio Šančić (qualificati)
4. Ariel Behar /  Aljaksandr Bury (ultimo turno, lucky loser)

1. Hsieh Cheng-peng /  Max Schnur (qualificati)
2. Kevin Krawietz /  Igor Zelenay (qualificati)
3. Facundo Bagnis /  Sergio Galdós (primo turno)
4. Andreas Siljeström /  Johan Brunström (qualificati)

## Qualificati
1. Johan Brunström /  Andreas Siljeström
2. Kevin Krawietz /  Igor Zelenay

1. Hugo Nys /  Antonio Šančić
2. Hsieh Cheng-peng /  Max Schnur

### Lucky loser
1. Sander Arends /  Peng Hsien-yin
2. Ilija Bozoljac /  Flavio Cipolla

1. Ariel Behar /  Aljaksandr Bury
2. Dino Marcan /  Tristan-Samuel Weissborn

## Tabellone qualificazioni

### Legenda
| - Q = Qualificato - WC = Wild card - LL = Lucky loser | - ALT = Alternate - SE = Special Exempt - PR = Protected Ranking | - w/o = Walkover - r = Ritirato - d = Squalificato |

### Sezione 1
|  | Primo turno | Primo turno                           | Primo turno                           | Primo turno | Primo turno |  |  | Ultimo turno | Ultimo turno                       | Ultimo turno                       | Ultimo turno | Ultimo turno |  |
|  |             |                                       |                                       |             |             |  |  |              |                                    |                                    |              |              |  |
|  | 1           | Sanchai Ratiwatana Sonchat Ratiwatana | Sanchai Ratiwatana Sonchat Ratiwatana | 69          | 3           |  |  |              |                                    |                                    |              |              |  |
|  |             | Sander Arends Peng Hsien-yin          | Sander Arends Peng Hsien-yin          | 7           | 6           |  |  |              | Sander Arends Peng Hsien-yin       | Sander Arends Peng Hsien-yin       | 69           | 4            |  |
|  |             | Tarō Daniel Christopher Rungkat       | Tarō Daniel Christopher Rungkat       | 5           | 3           |  |  | 8            | Johan Brunström Andreas Siljeström | Johan Brunström Andreas Siljeström | 7            | 6            |  |
|  | 8           | Johan Brunström Andreas Siljeström    | Johan Brunström Andreas Siljeström    | 7           | 6           |  |  |              |                                    |                                    |              |              |  |

### Sezione 2
|  | Primo turno | Primo turno                          | Primo turno                          | Primo turno | Primo turno |  |  | Ultimo turno | Ultimo turno                         | Ultimo turno                         | Ultimo turno | Ultimo turno |  |
|  |             |                                      |                                      |             |             |  |  |              |                                      |                                      |              |              |  |
|  | 2           | Dino Marcan Tristan-Samuel Weissborn | Dino Marcan Tristan-Samuel Weissborn | 6           | 6           |  |  |              |                                      |                                      |              |              |  |
|  | Alt         | Darian King Peter Polansky           | Darian King Peter Polansky           | 1           | 4           |  |  | 2            | Dino Marcan Tristan-Samuel Weissborn | Dino Marcan Tristan-Samuel Weissborn | 5            | 3            |  |
|  |             | Ruben Bemelmans Tennys Sandgren      | 3                                    | 7           | 4           |  |  | 6            | Kevin Krawietz Igor Zelenay          | Kevin Krawietz Igor Zelenay          | 7            | 6            |  |
|  | 6           | Kevin Krawietz Igor Zelenay          | 6                                    | 64          | 6           |  |  |              |                                      |                                      |              |              |  |

### Sezione 3
|  | Primo turno | Primo turno                   | Primo turno               | Primo turno | Primo turno |  |  | Ultimo turno | Ultimo turno                  | Ultimo turno                  | Ultimo turno | Ultimo turno |  |
|  |             |                               |                           |             |             |  |  |              |                               |                               |              |              |  |
|  | 3           | Hugo Nys Antonio Šančić       | Hugo Nys Antonio Šančić   | 6           | 6           |  |  |              |                               |                               |              |              |  |
|  | WC          | Liam Broady Edward Corrie     | Liam Broady Edward Corrie | 3           | 4           |  |  | 3            | Hugo Nys Antonio Šančić       | Hugo Nys Antonio Šančić       | 7            | 7            |  |
|  |             | Ilija Bozoljac Flavio Cipolla | 6                         | 64          | 6           |  |  |              | Ilija Bozoljac Flavio Cipolla | Ilija Bozoljac Flavio Cipolla | 6(1)         | 69           |  |
|  | 7           | Facundo Bagnis Sergio Galdós  | 4                         | 7           | 3           |  |  |              |                               |                               |              |              |  |

### Sezione 4
|  | Primo turno | Primo turno                        | Primo turno                    | Primo turno | Primo turno |  |  | Ultimo turno | Ultimo turno                | Ultimo turno | Ultimo turno | Ultimo turno |  |
|  |             |                                    |                                |             |             |  |  |              |                             |              |              |              |  |
|  | 4           | Ariel Behar Aljaksandr Bury        | Ariel Behar Aljaksandr Bury    | 7           | 7           |  |  |              |                             |              |              |              |  |
|  | WC          | Luke Bambridge Lloyd Glasspool     | Luke Bambridge Lloyd Glasspool | 5           | 6           |  |  | 4            | Ariel Behar Aljaksandr Bury | 7            | 5            | 3            |  |
|  |             | Evgenij Donskoj Konstantin Kravčuk | 6                              | 3           | 4           |  |  | 5            | Hsieh Cheng-peng Max Schnur | 6            | 7            | 6            |  |
|  | 5           | Hsieh Cheng-peng Max Schnur        | 4                              | 6           | 6           |  |  |              |                             |              |              |              |  |